# Morti nel 1904
| Questa pagina contiene informazioni ricavate automaticamente dalle voci biografiche con l'ausilio del template Bio e di un bot. L'aggiornamento è periodico e automatico e ricostruisce completamente la pagina. Se manca una persona in questa lista, sei pregato di non aggiungerla, ma accertati piuttosto che la sua voce biografica contenga il template Bio e che i dati anagrafici siano correttamente compilati. Se il template Bio manca, inseriscilo tu stesso o, in alternativa, metti l'avviso {{tmp\|Bio}} che ne segnala la mancanza. Se i dati riportati sono sbagliati, correggi direttamente la voce biografica; le modifiche saranno visibili in questa lista entro pochi giorni. Per chiarimenti vedi il progetto biografie. La lista contiene solo le 415 persone che sono citate nell'enciclopedia e per le quali è stato implementato correttamente il template Bio. Pagina aggiornata al 10 ago 2025. |

## Gennaio(30)
- 2 gennaio - Matilde Bonaparte, pittrice francese (n. 1820)
- 2 gennaio - Ferdinand Bonaventura Kinsky von Wchinitz und Tettau, nobile austriaco (n. 1834)
- 2 gennaio - James Longstreet, generale statunitense (n. 1821)
- 4 gennaio - Friedrich Jolly, neurologo e psichiatra tedesco (n. 1844)
- 5 gennaio - George Francis Train, imprenditore statunitense (n. 1829)
- 5 gennaio - Karl Alfred von Zittel, geologo e paleontologo tedesco (n. 1839)
- 6 gennaio - Friedrich von Hefner-Alteneck, ingegnere tedesco (n. 1845)
- 7 gennaio - Aurelio Gotti, scrittore italiano (n. 1833)
- 7 gennaio - Hippolyte Auguste Marinoni, ingegnere, editore e politico francese (n. 1823)
- 7 gennaio - Emmanouil Roidis, scrittore greco (n. 1836)
- 9 gennaio - Giovanni Eroli, scrittore, storico e storico dell'arte italiano (n. 1813)
- 9 gennaio - John Brown Gordon, militare e politico statunitense (n. 1832)
- 10 gennaio - Christian August Friedrich Garcke, botanico tedesco (n. 1819)
- 12 gennaio - Giuseppe Imperatrice, avvocato, magistrato e politico italiano (n. 1832)
- 12 gennaio - Oreste Sindici, compositore italiano (n. 1828)
- 13 gennaio - Arthur Gehlert, imprenditore, politico e compositore di scacchi tedesco (n. 1833)
- 14 gennaio - Silvestro Picardi, politico italiano (n. 1853)
- 15 gennaio - Eduard Lassen, compositore e direttore d'orchestra danese (n. 1830)
- 20 gennaio - Ferdinand Mannlicher, inventore austriaco (n. 1848)
- 22 gennaio - George Salmon, matematico e teologo irlandese (n. 1819)
- 22 gennaio - Laura Vicuña, cilena (n. 1891)
- 24 gennaio - Federico I di Anhalt, duca (n. 1831)
- 24 gennaio - Pietro Nocito, politico e giurista italiano (n. 1841)
- 26 gennaio - Giovanni Belli, ingegnere e politico italiano (n. 1812)
- 28 gennaio - Karl Emil Franzos, scrittore e giornalista austriaco (n. 1848)
- 28 gennaio - Jean-Léon Gérôme, pittore e scultore francese (n. 1824)
- 30 gennaio - Józef Gosławski, architetto polacco (n. 1865)
- 31 gennaio - Josef Hoffmann, pittore austriaco (n. 1831)
- 31 gennaio - Henry Johnson, militare statunitense (n. 1850)
- 31 gennaio - Raphaël Ponson, artista francese (n. 1835)

## Febbraio(28)
- 1º febbraio - Peter Paul Maria Alberdingk Thijm, storico e saggista olandese (n. 1827)
- 2 febbraio - Antonio Labriola, filosofo italiano (n. 1843)
- 2 febbraio - Giovanni Malaman, patriota e ingegnere italiano (n. 1824)
- 2 febbraio - William Collins Whitney, politico statunitense (n. 1841)
- 6 febbraio - Federico Ashton, pittore italiano (n. 1836)
- 6 febbraio - Utagawa Yoshiiku, incisore e pittore giapponese (n. 1833)
- 8 febbraio - Alfred Ainger, biografo britannico (n. 1837)
- 8 febbraio - Malvina Garrigues, soprano portoghese (n. 1825)
- 9 febbraio - Mary Ives Abbott, golfista e scrittrice statunitense (n. 1857)
- 9 febbraio - Francesco Zedda Piras, imprenditore italiano (n. 1835)
- 10 febbraio - Nikolaj Konstantinovič Michajlovskij, critico letterario e sociologo russo (n. 1842)
- 11 febbraio - Henri-Raymond Casgrain, storico e scrittore canadese (n. 1831)
- 11 febbraio - Vladimir Vasil'evič Markovnikov, chimico russo (n. 1838)
- 11 febbraio - Élie Reclus, giornalista, etnologo e anarchico francese (n. 1827)
- 12 febbraio - Enrico Carfagnini, arcivescovo cattolico italiano (n. 1823)
- 14 febbraio - Magnus Blix, fisiologo svedese (n. 1849)
- 16 febbraio - Claude Bowes-Lyon, XIII conte di Strathmore e Kinghorne, nobile britannico (n. 1824)
- 17 febbraio - Boris Nikolaevič Čičerin, filosofo russo (n. 1828)
- 17 febbraio - Hermann Emminghaus, psichiatra tedesco (n. 1845)
- 22 febbraio - Bortolo Benedini, avvocato e politico italiano (n. 1846)
- 22 febbraio - Gaetano Carlo Chelli, romanziere italiano (n. 1847)
- 22 febbraio - Leslie Stephen, critico letterario, filosofo e alpinista britannico (n. 1832)
- 24 febbraio - James Paris Lee, inventore scozzese (n. 1831)
- 25 febbraio - Elena Fabris Bellavitis, scrittrice italiana (n. 1861)
- 25 febbraio - Benedetto Sborgi, tipografo italiano (n. 1821)
- 27 febbraio - Giuseppe Piola, politico e scrittore italiano (n. 1826)
- 28 febbraio - Wolfango Pietro Parolari, architetto e ingegnere italiano (n. 1815)
- 29 febbraio - Henri Joseph Anastase Perrotin, astronomo francese (n. 1845)

## Marzo(36)
- 1º marzo - Antonio De Martino, medico e politico italiano (n. 1815)
- 3 marzo - E.T. Jones, nuotatore britannico (n. 1850)
- 5 marzo - Alfred von Waldersee, generale tedesco (n. 1832)
- 7 marzo - Ferdinand André Fouqué, geologo francese (n. 1828)
- 7 marzo - Félix Soulès, scultore francese (n. 1857)
- 7 marzo - Theodor Thierfelder, medico e docente tedesco (n. 1824)
- 8 marzo - Domenico Giuriati, patriota italiano (n. 1829)
- 9 marzo - Erastus Dow Palmer, scultore statunitense (n. 1817)
- 9 marzo - Emerentiana Hausbacher, austriaca (n. 1817)
- 10 marzo - Pietro Brunetta d'Usseaux, generale italiano (n. 1831)
- 10 marzo - Giovanni Cesari, cantante castrato italiano (n. 1843)
- 13 marzo - Antonietta Cimolini, aviatrice e soprano italiana (n. 1878)
- 13 marzo - Michele Fazioli, politico italiano (n. 1819)
- 13 marzo - Joachim Joseph André Murat, politico e nobile francese (n. 1828)
- 15 marzo - Mosè Bianchi, pittore italiano (n. 1840)
- 15 marzo - Antonin Doussot, religioso francese (n. 1830)
- 15 marzo - Alessandro Legnazzi, giornalista e politico italiano (n. 1832)
- 15 marzo - Vincenzo Molo, vescovo cattolico svizzero (n. 1833)
- 15 marzo - Arthur White Greeley, fisiologo e ittiologo statunitense (n. 1875)
- 16 marzo - Gaetano Giorgio Gemmellaro, geologo, paleontologo e politico italiano (n. 1832)
- 16 marzo - Emilio Pascale, politico italiano (n. 1830)
- 17 marzo - Giorgio, duca di Cambridge, nobile inglese (n. 1819)
- 18 marzo - Regine Olsen, danese (n. 1822)
- 20 marzo - Gerolamo Boccardo, economista e politico italiano (n. 1829)
- 20 marzo - Louisa Pyne, soprano e impresaria teatrale inglese (n. 1832)
- 21 marzo - William Russell Grace, politico, imprenditore e filantropo irlandese (n. 1832)
- 21 marzo - Giulio Rovighi, patriota e imprenditore italiano (n. 1830)
- 22 marzo - Karl Moritz Schumann, botanico tedesco (n. 1851)
- 23 marzo - Antonio Selmi, chimico italiano (n. 1826)
- 24 marzo - Johann von Hinke, ammiraglio austriaco (n. 1837)
- 25 marzo - Zakarine, re laotiano (n. 1840)
- 26 marzo - Amato Amati, geografo e storico italiano (n. 1831)
- 26 marzo - Ferdinand Pauwels, pittore belga (n. 1830)
- 28 marzo - Luigi Sugana, drammaturgo italiano (n. 1857)
- 29 marzo - Alfred-Adolphe-Édouard Lepère, pittore e scultore francese (n. 1827)
- 31 marzo - Sophia Karp, attrice e soprano rumena (n. 1861)

## Aprile(29)
- 1º aprile - Amalia Ferraris, danzatrice italiana (n. 1828)
- 2 aprile - Giuseppe Porro, archivista italiano (n. 1835)
- 3 aprile - Ernest Monnington Bowden, inventore irlandese (n. 1859)
- 3 aprile - Jean François Théophile Pépin, matematico francese (n. 1826)
- 3 aprile - Luigi Tanari, politico italiano (n. 1820)
- 5 aprile - Ernesto Leopoldo di Leiningen, nobile tedesco (n. 1830)
- 5 aprile - Frances Power Cobbe, scrittrice e attivista irlandese (n. 1822)
- 6 aprile - Sofia di Baden, principessa tedesca (n. 1834)
- 9 aprile - Isabella II di Spagna, regina (n. 1830)
- 11 aprile - Alberto Cantoni, scrittore italiano (n. 1841)
- 13 aprile - Stepan Osipovič Makarov, ammiraglio russo (n. 1849)
- 13 aprile - Vasilij Vasil'evič Vereščagin, pittore russo (n. 1842)
- 14 aprile - Michelangelo Celesia, cardinale e arcivescovo cattolico italiano (n. 1814)
- 14 aprile - Félix Mariano Paz, militare e politico argentino (n. 1859)
- 15 aprile - Raffaele Settembrini, ufficiale italiano (n. 1837)
- 16 aprile - Heinrich Antonovič Leer, generale, insegnante e storico russo (n. 1829)
- 16 aprile - Samuel Smiles, scrittore, giornalista e politico scozzese (n. 1812)
- 18 aprile - Boghos Bedros XI Emmanuelian, ottomano (n. 1829)
- 18 aprile - Sumner Paine, tiratore a segno statunitense (n. 1868)
- 19 aprile - Francesco Fanzago, medico e politico italiano (n. 1846)
- 24 aprile - Norodom, re cambogiano (n. 1834)
- 25 aprile - Octave Gréard, pedagogo francese (n. 1828)
- 26 aprile - David Collet, canottiere britannico (n. 1901)
- 26 aprile - Julien Foucaud, botanico francese (n. 1847)
- 26 aprile - Thaha Syaifuddin, sovrano indonesiano (n. 1816)
- 27 aprile - Luigi Chiala, politico e giornalista italiano (n. 1834)
- 28 aprile - Friedrich Revertera von Salandra, diplomatico, politico e nobile austriaco (n. 1827)
- 29 aprile - Nellie Farren, attrice e cantante britannica (n. 1848)
- 29 aprile - Karl von Pfusterschmid-Hardtenstein, diplomatico e nobile austriaco (n. 1826)

## Maggio(37)
- 1º maggio - Olaf Aakrann, pittore norvegese (n. 1856)
- 1º maggio - Antonín Dvořák, compositore ceco (n. 1841)
- 1º maggio - Wilhelm His, medico svizzero (n. 1831)
- 2 maggio - Émile Duclaux, biologo e fisico francese (n. 1840)
- 3 maggio - Victor Derély, traduttore e scrittore francese (n. 1840)
- 5 maggio - Mór Jókai, scrittore e drammaturgo ungherese (n. 1825)
- 6 maggio - Franz von Lenbach, pittore tedesco (n. 1836)
- 6 maggio - Balthazar De Polhes, generale francese (n. 1813)
- 6 maggio - Alexander William Williamson, chimico britannico (n. 1824)
- 7 maggio - Manuel Candamo, politico peruviano (n. 1841)
- 8 maggio - Eadweard Muybridge, fotografo britannico (n. 1830)
- 9 maggio - George Johnston Allman, matematico irlandese (n. 1824)
- 10 maggio - Henry Morton Stanley, giornalista e esploratore statunitense (n. 1841)
- 11 maggio - Ante Šupuk, imprenditore e politico croato (n. 1838)
- 12 maggio - Isabella Eugénie Boyer, modella francese (n. 1841)
- 12 maggio - Gabriel Tarde, criminologo, sociologo e filosofo francese (n. 1843)
- 13 maggio - Walter Carpenter, ammiraglio e politico britannico (n. 1834)
- 13 maggio - Eugen Kumičić, scrittore e politico croato (n. 1850)
- 13 maggio - Ottokar Lorenz, genealogista e storico tedesco (n. 1832)
- 13 maggio - Nicola Morra, brigante italiano (n. 1827)
- 14 maggio - Fëdor Aleksandrovič Bredichin, astronomo russo (n. 1831)
- 14 maggio - Carlo De Vincentiis, medico e chirurgo italiano (n. 1849)
- 14 maggio - Emmanuel Drake del Castillo, botanico francese (n. 1855)
- 15 maggio - Étienne-Jules Marey, fisiologo, cardiologo e inventore francese (n. 1830)
- 16 maggio - Paul Eugène Bontoux, banchiere francese (n. 1820)
- 17 maggio - Paolina di Sassonia-Weimar-Eisenach, principessa tedesca (n. 1852)
- 19 maggio - Jamshedji Tata, imprenditore indiano (n. 1839)
- 23 maggio - Robert McLachlan, entomologo inglese (n. 1837)
- 24 maggio - Enrico Accinni, ammiraglio e politico italiano (n. 1838)
- 24 maggio - Friedrich Siemens, imprenditore tedesco (n. 1826)
- 26 maggio - Alastair Ivan Ladislaus Lucidus Evans, schermidore statunitense (n. 1880)
- 26 maggio - Georges Gilles de la Tourette, medico francese (n. 1857)
- 27 maggio - Giovanni Finardi, politico italiano (n. 1840)
- 27 maggio - Angelo Trezzini, pittore, poeta e illustratore svizzero (n. 1827)
- 30 maggio - Federico Guglielmo di Meclemburgo-Strelitz, sovrano tedesco (n. 1819)
- 31 maggio - Alberto Blanc, diplomatico e politico italiano (n. 1835)
- 31 maggio - Eduard Majsch, pittore austriaco (n. 1841)

## Giugno(29)
- 1º giugno - Vittorio Meano, architetto italiano (n. 1860)
- 3 giugno - Antonio Celotti, politico italiano (n. 1840)
- 3 giugno - Jovan Jovanović Zmaj, poeta serbo (n. 1833)
- 4 giugno - Maria di Hannover, principessa tedesca (n. 1849)
- 4 giugno - Bessie MacNicol, pittrice scozzese (n. 1869)
- 7 giugno - Luigi Di Gropello Tarino, politico italiano (n. 1833)
- 9 giugno - Kwasi Boakye, nobile, ingegnere e scrittore ghanese (n. 1827)
- 9 giugno - Levi Leiter, imprenditore statunitense (n. 1834)
- 10 giugno - Carl Weitbrecht, scrittore e storico della letteratura tedesco (n. 1847)
- 11 giugno - Vincenzo Russo, paroliere e artigiano italiano (n. 1876)
- 12 giugno - Camille de Renesse, imprenditore e scrittore belga (n. 1836)
- 15 giugno - Giustiniano Nicolucci, antropologo, etnologo e archeologo italiano (n. 1819)
- 16 giugno - Aurora Pavlovna Demidova, nobildonna russa (n. 1873)
- 16 giugno - Vito La Mantia, giurista italiano (n. 1822)
- 16 giugno - Eugen Schauman, attivista finlandese (n. 1875)
- 17 giugno - Nikolaj Ivanovič Bobrikov, politico e militare russo (n. 1839)
- 17 giugno - Harvey Logan, pistolero statunitense (n. 1867)
- 18 giugno - Sami Frashëri, scrittore, filosofo e drammaturgo albanese (n. 1850)
- 20 giugno - Teodoro Salzillo, patriota italiano (n. 1826)
- 21 giugno - Giulio Benso della Verdura, patriota e politico italiano (n. 1817)
- 22 giugno - Richard Boyle, IX conte di Cork, politico irlandese (n. 1829)
- 23 giugno - Alexander Mackennal, religioso britannico (n. 1835)
- 24 giugno - Richard Knill Freeman, architetto inglese (n. 1840)
- 25 giugno - Wilhelm Jordan, scrittore tedesco (n. 1819)
- 25 giugno - Nikolaj Nikolaevič Obručev, generale russo (n. 1830)
- 25 giugno - Anthony Frederick Augustus Sandys, pittore e disegnatore inglese (n. 1829)
- 27 giugno - Anatole de Barthélemy, numismatico e archeologo francese (n. 1821)
- 29 giugno - Frederick Goodall, pittore britannico (n. 1822)
- 29 giugno - Cesare Valperga di Masino, politico italiano (n. 1833)

## Luglio(24)
- 1º luglio - George Frederic Watts, pittore e scultore inglese (n. 1817)
- 2 luglio - Eugénie Joubert, religiosa francese (n. 1876)
- 3 luglio - Edouard Beaupré, canadese (n. 1881)
- 3 luglio - John Bell Hatcher, paleontologo statunitense (n. 1861)
- 3 luglio - Theodor Herzl, giornalista, attivista e drammaturgo ungherese (n. 1860)
- 4 luglio - Apollonio Apolloni, patriota e medico italiano (n. 1831)
- 5 luglio - Paul-Joseph Blanc, pittore francese (n. 1846)
- 6 luglio - Abaj Kunanbaev, poeta kazako (n. 1845)
- 9 luglio - Édouard Thilges, politico lussemburghese (n. 1817)
- 12 luglio - Hendrik Dirk Kruseman van Elten, pittore olandese (n. 1829)
- 12 luglio - Virginio Muzio, architetto italiano (n. 1864)
- 14 luglio - Paul Kruger, politico boero (n. 1825)
- 15 luglio - Anton Čechov, scrittore e drammaturgo russo (n. 1860)
- 17 luglio - Wilhelm Marr, tedesco (n. 1819)
- 17 luglio - Isaac Roberts, astronomo britannico (n. 1829)
- 21 luglio - Arthur MacEvoy, crickettista britannico (n. 1868)
- 22 luglio - Wilson Barrett, attore, drammaturgo e manager inglese (n. 1846)
- 22 luglio - Karl von Stremayr, politico, giurista e nobile austriaco (n. 1832)
- 23 luglio - John Douglas, politico britannico (n. 1828)
- 23 luglio - Rodolfo Amando Philippi, zoologo e botanico tedesco (n. 1808)
- 23 luglio - John Simon, medico inglese (n. 1816)
- 24 luglio - Laura Bon, attrice teatrale italiana (n. 1825)
- 28 luglio - Vjačeslav Konstantinovič Pleve, politico russo (n. 1846)
- 31 luglio - Leonardo Perosa, bibliotecario e critico letterario italiano (n. 1834)

## Agosto(35)
- 4 agosto - Andrea Calenda di Tavani, politico e prefetto italiano (n. 1831)
- 4 agosto - Christoph von Sigwart, filosofo e logico tedesco (n. 1830)
- 5 agosto - James Taylor Lewis, politico e avvocato statunitense (n. 1819)
- 5 agosto - Karl Weigert, patologo tedesco (n. 1845)
- 6 agosto - Eduard Hanslick, critico musicale e musicologo austriaco (n. 1825)
- 6 agosto - Maria Francesca di Gesù, religiosa e missionaria italiana (n. 1844)
- 7 agosto - Louis Duffoy, tiratore a segno francese (n. 1860)
- 7 agosto - Heinrich Eduard von Lade, banchiere e astronomo tedesco (n. 1817)
- 9 agosto - Emidio Chiaradia, avvocato e politico italiano (n. 1839)
- 9 agosto - Friedrich Ratzel, etnologo e geografo tedesco (n. 1844)
- 9 agosto - George Graham Vest, politico e avvocato statunitense (n. 1830)
- 10 agosto - Francesco Saverio Vollaro, patriota e politico italiano (n. 1827)
- 10 agosto - Wilhelm Withöft, ammiraglio russo (n. 1847)
- 12 agosto - Kawamura Sumiyoshi, ammiraglio giapponese (n. 1836)
- 12 agosto - Robustiano Morosoli, avvocato e politico italiano (n. 1815)
- 12 agosto - William Renshaw, tennista britannico (n. 1861)
- 13 agosto - Elizabeth Hay, duchessa di Wellington, nobildonna scozzese (n. 1820)
- 14 agosto - Eduard von Martens, zoologo tedesco (n. 1831)
- 15 agosto - Frans de Potter, scrittore belga (n. 1834)
- 16 agosto - Ramón Martínez y Vigil, vescovo cattolico spagnolo (n. 1840)
- 18 agosto - Giuseppe Mussi, politico italiano (n. 1836)
- 19 agosto - Augusto Bonetti, arcivescovo cattolico italiano (n. 1835)
- 20 agosto - Auguste François Le Jolis, botanico francese (n. 1823)
- 20 agosto - Emilio Villari, fisico italiano (n. 1836)
- 20 agosto - Pierre Waldeck-Rousseau, politico francese (n. 1846)
- 21 agosto - George Pirie, matematico britannico (n. 1843)
- 21 agosto - Reginaldo Toro, vescovo cattolico argentino (n. 1839)
- 22 agosto - Kate Chopin, scrittrice statunitense (n. 1850)
- 22 agosto - Émile Lafourcade-Cortina, schermidore francese (n. 1864)
- 25 agosto - Henri Fantin-Latour, pittore francese (n. 1836)
- 26 agosto - Mara Antelling, scrittrice italiana (n. 1864)
- 27 agosto - Pavel Svedomskij, pittore russo (n. 1849)
- 28 agosto - John Saul, irlandese (n. 1857)
- 29 agosto - Murad V, sultano ottomano (n. 1840)
- 29 agosto - Umberto Veruda, pittore austro-ungarico (n. 1868)

## Settembre(28)
- 3 settembre - James Archer, pittore britannico (n. 1823)
- 3 settembre - Emilio Comba, storico e religioso italiano (n. 1839)
- 4 settembre - Achille Arese Lucini, politico italiano (n. 1841)
- 4 settembre - Gustav Frederik Esmann, drammaturgo e giornalista danese (n. 1860)
- 4 settembre - Martin Johnson Heade, pittore statunitense (n. 1819)
- 4 settembre - Carlo von Erlanger, ornitologo e esploratore tedesco (n. 1872)
- 6 settembre - Oscar Capocci, architetto italiano (n. 1825)
- 6 settembre - Tito Carbone, patologo italiano (n. 1863)
- 10 settembre - Aparicio Saravia, politico, rivoluzionario e militare uruguaiano (n. 1856)
- 10 settembre - Leo Stern, violoncellista inglese (n. 1862)
- 12 settembre - Francesco Vitalini, incisore e pittore italiano (n. 1865)
- 15 settembre - Pietro Di Marco, magistrato e politico italiano (n. 1831)
- 17 settembre - Daniel Willard Fiske, bibliografo, linguista e scacchista statunitense (n. 1831)
- 17 settembre - Kartini, attivista e nobile indonesiana (n. 1879)
- 18 settembre - Herbert von Bismarck, politico tedesco (n. 1849)
- 18 settembre - Juan Andrés Gelly y Obes, generale argentino (n. 1815)
- 20 settembre - Stefano Fer, politico italiano (n. 1818)
- 20 settembre - José María Yermo y Parres, presbitero messicano (n. 1851)
- 21 settembre - Capo Giuseppe, condottiero nativo americano (n. 1840)
- 23 settembre - Émile Gallé, vetraio e decoratore francese (n. 1846)
- 24 settembre - Franklin Edson, politico statunitense (n. 1832)
- 24 settembre - Niels Ryberg Finsen, medico faroese (n. 1860)
- 26 settembre - Lafcadio Hearn, giornalista, scrittore e iamatologo irlandese (n. 1850)
- 26 settembre - Ernesto II di Lippe-Biesterfeld, nobile tedesco (n. 1842)
- 27 settembre - Vincenzo Boniforti, pittore italiano (n. 1866)
- 27 settembre - Aleksandr Vissarionovič Komarov, militare russo (n. 1830)
- 28 settembre - Carlo Rognoni, agronomo italiano (n. 1829)
- 29 settembre - Alfred Nehring, zoologo e paleontologo tedesco (n. 1845)

## Ottobre(36)
- 1º ottobre - Cesare Bonelli, politico e generale italiano (n. 1821)
- 1º ottobre - Achille Majocchi, politico e militare italiano (n. 1821)
- 2 ottobre - Jan Monchablon, pittore francese (n. 1854)
- 3 ottobre - Emanuele Cacherano di Bricherasio, imprenditore e nobile italiano (n. 1869)
- 4 ottobre - Auguste Bartholdi, scultore e patriota francese (n. 1834)
- 4 ottobre - Domenico Damis, patriota, generale e politico italiano (n. 1824)
- 4 ottobre - Violet Nicolson, poetessa inglese (n. 1865)
- 4 ottobre - Henry Clay Payne, politico statunitense (n. 1843)
- 4 ottobre - Karl Tanera, romanziere e storico tedesco (n. 1849)
- 5 ottobre - Ferdinando Avogadro di Collobiano, politico italiano (n. 1833)
- 5 ottobre - Enrico Panzacchi, poeta, critico d'arte e politico italiano (n. 1840)
- 7 ottobre - Isabella Bird, scrittrice inglese (n. 1831)
- 8 ottobre - Graziano Tubi, politico e imprenditore italiano (n. 1825)
- 8 ottobre - Clemens Winkler, chimico tedesco (n. 1838)
- 10 ottobre - Jules Ferrette, vescovo cristiano orientale francese (n. 1828)
- 14 ottobre - Léon-Gustave Ravanne, pittore e fotografo francese (n. 1854)
- 15 ottobre - Giuseppe Caprin, scrittore italiano (n. 1843)
- 15 ottobre - Giorgio di Sassonia, re (n. 1832)
- 17 ottobre - Maria de las Mercedes di Borbone-Spagna, principessa spagnola (n. 1880)
- 19 ottobre - G.C. Spencer, arciere statunitense (n. 1840)
- 21 ottobre - Isabelle Eberhardt, esploratrice e scrittrice svizzera (n. 1877)
- 21 ottobre - Gaetano Camillo Guindani, vescovo cattolico italiano (n. 1834)
- 21 ottobre - Jevhenija Jarošyns'ka, scrittrice, pedagogista e etnografa ucraina (n. 1868)
- 21 ottobre - Achille La Guardia, direttore di banda, compositore e militare italiano (n. 1849)
- 22 ottobre - Max Bartels, medico e etnologo tedesco (n. 1843)
- 22 ottobre - Carl Josef Bayer, chimico austriaco (n. 1847)
- 23 ottobre - Guglielmo Felice Damiani, poeta e critico letterario italiano (n. 1875)
- 23 ottobre - Emilia Dilke, scrittrice, storica dell'arte e sindacalista britannica (n. 1840)
- 23 ottobre - Samuel Washington Woodhouse, chirurgo, esploratore e naturalista statunitense (n. 1821)
- 24 ottobre - Onorato Gaetani dell'Aquila d'Aragona, nobile e politico italiano (n. 1832)
- 25 ottobre - Sorelle Milanollo, violinista italiana (n. 1827)
- 25 ottobre - Theresa Milanollo, violinista italiana (n. 1827)
- 26 ottobre - Achille Afan de Rivera, generale e politico italiano (n. 1842)
- 29 ottobre - Luigi Ossoinack, politico e imprenditore ungherese (n. 1849)
- 31 ottobre - Luigi De Persiis, storico e vescovo cattolico italiano (n. 1835)
- 31 ottobre - William Henry Elder, arcivescovo cattolico statunitense (n. 1819)

## Novembre(32)
- 1º novembre - Richie Fitzpatrick, criminale statunitense (n. 1880)
- 2 novembre - Clarence Madison Dally, ingegnere statunitense (n. 1865)
- 2 novembre - Giuseppe Ottolenghi, generale e politico italiano (n. 1838)
- 3 novembre - Edward Stanford, editore e cartografo inglese (n. 1827)
- 4 novembre - Paul de Cassagnac, politico e giornalista francese (n. 1843)
- 4 novembre - Adolf Marks, editore tedesco (n. 1838)
- 4 novembre - Valentine Cameron Prinsep, pittore britannico (n. 1838)
- 5 novembre - Nicolò Quartieri, politico italiano (n. 1837)
- 5 novembre - Ernst Schmit von Tavera, diplomatico e nobile austriaco (n. 1839)
- 8 novembre - Catharine Ann Fish Stebbins, attivista e docente britannica (n. 1823)
- 10 novembre - Rosalia Montmasson, patriota italiana (n. 1823)
- 10 novembre - Alphons Stübel, geologo, entomologo e vulcanologo tedesco (n. 1835)
- 13 novembre - Henri-Alexandre Wallon, storico e politico francese (n. 1812)
- 14 novembre - Mario Mocenni, cardinale italiano (n. 1823)
- 15 novembre - Antonio Agostinelli, pallonista italiano (n. 1844)
- 15 novembre - Thomas Baring, I conte di Northbrook, politico inglese (n. 1826)
- 15 novembre - Hélène de Chappotin de Neuville, religiosa francese (n. 1839)
- 15 novembre - Luigi Michiel, politico italiano (n. 1814)
- 17 novembre - Luigi Borsari, archeologo italiano
- 18 novembre - Eugenio Geiringer, architetto e ingegnere italiano (n. 1844)
- 20 novembre - Luigi Palma di Cesnola, generale, diplomatico e archeologo italiano (n. 1832)
- 20 novembre - Nicola Schiavoni Carissimo, politico italiano (n. 1818)
- 24 novembre - Christopher Dresser, designer scozzese (n. 1834)
- 24 novembre - Désiré-Maurice Ferrary, scultore francese (n. 1852)
- 26 novembre - Augusto Rotoli, compositore italiano (n. 1847)
- 26 novembre - Henry F. Teschemacher, politico e artista statunitense (n. 1823)
- 27 novembre - Paul Tannery, matematico, storico e divulgatore scientifico francese (n. 1843)
- 28 novembre - Aleksandr Ivanovič Morozov, pittore russo (n. 1835)
- 28 novembre - Hermann de Pourtalès, velista svizzero (n. 1847)
- 28 novembre - Matthew Ridley, I visconte Ridley, politico inglese (n. 1842)
- 29 novembre - Pasquale Penta, medico e criminologo italiano (n. 1859)
- 29 novembre - Adriano Salani, tipografo e editore italiano (n. 1834)

## Dicembre(33)
- 1º dicembre - Pietro Gradenigo, medico italiano (n. 1831)
- 2 dicembre - Federico di Hohenzollern-Sigmaringen, generale tedesco (n. 1843)
- 2 dicembre - Karl Koester, patologo tedesco (n. 1843)
- 3 dicembre - David Bratton, pallanuotista statunitense (n. 1869)
- 4 dicembre - Cristiano Banti, pittore italiano (n. 1824)
- 5 dicembre - James Noble Tyner, politico statunitense (n. 1826)
- 7 dicembre - Agostino Fossati, pittore italiano (n. 1830)
- 8 dicembre - Braccio Bracci, poeta, drammaturgo e giornalista italiano (n. 1830)
- 10 dicembre - Emilio Casa, medico e storico italiano (n. 1819)
- 12 dicembre - Giuseppe Savini, linguista italiano (n. 1848)
- 12 dicembre - Emanuel Schiffers, scacchista russo (n. 1850)
- 13 dicembre - Augustin Avrial, politico francese (n. 1840)
- 13 dicembre - Nikolaj Sklifosovskij, chirurgo e fisiologo russo (n. 1836)
- 14 dicembre - Mélanie Calvat, religiosa e veggente francese (n. 1831)
- 14 dicembre - Emil Szántó, epigrafista e storico austriaco (n. 1857)
- 15 dicembre - Roman Kondratenko, generale russo (n. 1857)
- 16 dicembre - James Barnet, architetto scozzese (n. 1827)
- 16 dicembre - Antoni Wilhelm Radziwiłł, generale polacco (n. 1833)
- 16 dicembre - Georg Sauerwein, editore, poeta e linguista tedesco (n. 1831)
- 17 dicembre - Daniel Yarnton Mills, scacchista scozzese (n. 1846)
- 19 dicembre - Carlo Cerruti, avvocato e politico italiano (n. 1840)
- 19 dicembre - Ernst Hallier, botanico e micologo tedesco (n. 1831)
- 20 dicembre - Alessandrina di Baden, principessa tedesca (n. 1820)
- 21 dicembre - William Alvord, politico e banchiere statunitense (n. 1833)
- 21 dicembre - Pasquale di Borbone-Due Sicilie, nobile italiano (n. 1852)
- 21 dicembre - Edward Hooker Dewey, medico statunitense (n. 1837)
- 23 dicembre - Hermann Berthold, tipografo e imprenditore tedesco (n. 1831)
- 24 dicembre - Raphael de Courten, militare svizzero (n. 1809)
- 25 dicembre - Guido Bodländer, chimico tedesco (n. 1855)
- 29 dicembre - Henri-Léopold Lévy, pittore francese (n. 1840)
- 30 dicembre - Saffi di Perlis, sovrano malese (n. 1862)
- 31 dicembre - George Hinckley, militare britannico (n. 1819)
- 31 dicembre - Paride Palmeri, chimico italiano

## Senza giorno specificato(38)
- Niccolò Bacigalupo, poeta e drammaturgo italiano (n. 1837)
- Rinaldo Barbetti, artista e disegnatore italiano (n. 1830)
- Peter Becker, pittore tedesco (n. 1828)
- Ernesto Bertea, pittore italiano (n. 1836)
- Giuseppe Bertoldi, scrittore, poeta e politico italiano (n. 1821)
- Luigi Boffi, architetto italiano (n. 1846)
- Paul Brunel, militare francese (n. 1830)
- Giuseppe Bruno, fotografo italiano (n. 1836)
- Adolfo Cancani, geofisico italiano (n. 1856)
- Giuseppe Centola, politico e avvocato italiano (n. 1848)
- Eugène-Anatole Demarçay, chimico francese (n. 1852)
- Antonio Galassi, baritono italiano (n. 1845)
- Dan Leno, attore teatrale inglese (n. 1860)
- Benjamin Gastineau, scrittore e giornalista francese (n. 1823)
- Carl von Gersdorff, scrittore e nobile tedesco (n. 1844)
- Haynes King, pittore britannico (n. 1831)
- Victor Leydet, pittore francese (n. 1861)
- Nikiphoros Lytras, pittore greco (n. 1832)
- Jules François Mabille, zoologo francese (n. 1831)
- Pavlos Melas, militare e patriota greco (n. 1870)
- Tullio Gaetano Minelli, politico italiano (n. 1848)
- Luigi Monti, attore teatrale italiano (n. 1836)
- Emilio Nazzani, economista italiano (n. 1832)
- Nikolaj Vasil'evič Nevrev, pittore russo (n. 1830)
- Piccolo Lupo, nativo americano
- Ernesto Pozzi, patriota, avvocato e politico italiano (n. 1843)
- Sebastiano Richiardi, anatomista e zoologo italiano (n. 1834)
- Pier Giuseppe Samengo, patriota, politico e avvocato italiano (n. 1825)
- Luigi Samoggia, pittore e restauratore italiano (n. 1811)
- Fausto Sestini, chimico italiano (n. 1839)
- Charles Soret, fisico svizzero (n. 1853)
- Mahmud Sami al-Barudi, militare, poeta e politico egiziano (n. 1839)
- Henry Thompson, chirurgo inglese (n. 1820)
- Celestino Turletti, pittore e incisore italiano (n. 1845)
- William James Webbe, pittore e illustratore britannico (n. 1830)
- Friedrich Wilhelm Zahn, patologo tedesco (n. 1845)
- Giovanni Battista Zitti, patriota italiano (n. 1842)
- Ahmad I bin Abd Allah Al Mu'alla, emiro